# Mälarplommon
Mälarplommon, också kallade Svartsjölandsplommon, Upplandsplommon och Mälardalens gulplommon är en plommonsort av okänt ursprung, som beskrevs först av A. von Post 1927. Att den inte omnämnts tidigare är egendomligt, eftersom den stundom var den dominerande sorten i Stockholms frukthandel under 1900-talets första hälft och tidigare. Den har ofta felaktigt kallats mirabell.
Frukten är vanligen liten, rund eller brett oval, vitgul med dragning åt grönt och röda prickar. Smaken är ganska söt men fadd, köttet matt gulaktigt, rätt fast och saftigt. Den mognar i senare delen av september. Anses vara en mycket enkel bords- och hushållsfrukt.
Trädet är mycket härdigt, växer rätt svagt och börjar tidigt och sedan mycket rikt. Blomningen är medeltidig. Sorten har endast förökats med rotskott. 